# Nemestrinus obscuripennis
Nemestrinus obscuripennis är en tvåvingeart som först beskrevs av Josef Aloizievitsch Portschinsky 1887.  Nemestrinus obscuripennis ingår i släktet Nemestrinus och familjen Nemestrinidae. Inga underarter finns listade i Catalogue of Life.